# Turcificare
Turcificarea sau turcizarea (în turcă türkleştirme) reprezintă fenomenul prin care anumite populații sau locuri capătă atribute turcești, precum cultura, limba, istoria, ori etnia. Termenul poate fi folosit și prin referință la toate popoarele turcice, însă de cele mai multe ori acesta este întrebuințat pentru a descrie acțiunile Imperiului Otoman sau politicile naționaliste ale Republicii Turcia față de minoritățile sale etnice.